# Derris involuta
Derris involuta là một loài thực vật có hoa trong họ Đậu. Loài này được (Sprague) Sprague miêu tả khoa học đầu tiên.

## Hình ảnh

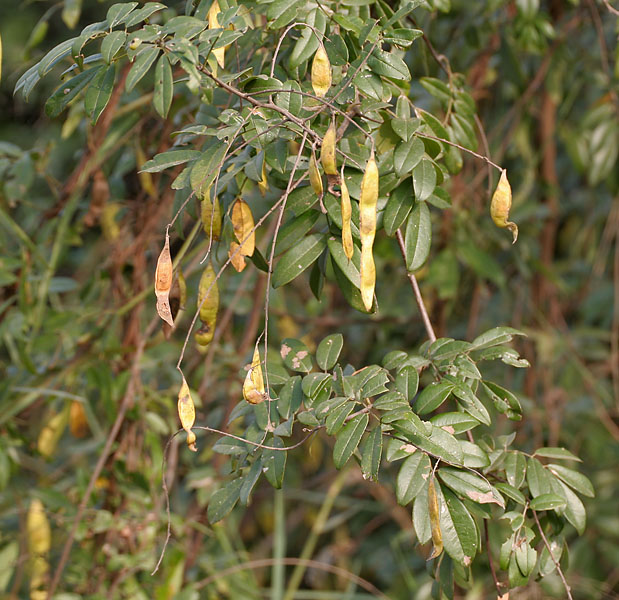